# Andreas Maurer (Theologe)
Andreas Maurer (* 1952) ist ein Schweizer Theologe und Publizist. Sein Arbeitsschwerpunkt ist der Dialog zwischen Christentum und Islam in der Schweiz.
Nach einer Ausbildung und Tätigkeit als Maschinenbauingenieur in der Schweiz besuchte Maurer 1981–1984 ein Bibel College in England, erwarb dort 1984 den Bachelor und war dann von 1984 bis 1998 als Missionar für die Schweizerische Missions-Gemeinschaft (SMG) in Südafrika tätig. Während dieser Zeit setzte er seine Studien an der Universität Cambridge (Certificate of Religious Studies, 1989), der Universität Stellenbosch (M.A., 1996) und an der Universität Pretoria fort, wo er 1999 im Fach Theologie mit einer Arbeit über die Motive der Konversion bei Christen und Muslimen promoviert wurde. Seit 1999 ist er in der Schweiz bei den Arab World Ministries tätig als „Training Coordinator Europe“.

## Schriften
- as compiler: Effective methods of witnessing to Muslims. MERCSA, Johannesburg 1994, ISBN 0-620-18483-3.
- Illustrations, parables and stories: suitable for Muslim and other evangelism. MERCSA, Mondeor 1994, ISBN 0-620-18482-5. (Aktualisierte englische Ausgabe: AVC Switzerland, Safern 2014, ISBN 978-3-9524070-9-7. Online).
  - deutsche Ausgabe: Beispiele, Gleichnisse, Geschichten für Muslime und Menschen anderer Religionen. AVC Schweiz, Safern 2014. Online.
- In search of a new life: conversion motives of christians and muslims. MERCSA, Mondeor 1994, ISBN 0-620-18482-5. (Diss. theol, University of South Africa, 1999). Digitalisat.
- Basiswissen Islam: Und wie Christen Muslimen begegnen können. Hänssler Verlag, Holzgerlingen 2002, ISBN 3-7751-3840-4. (2., erweiterte Aufl.: Basiswissen Islam: wie Christen und Muslime ins Gespräch kommen. SMC, Holzgerlingen 2016, ISBN 978-3-7751-5668-4).
  - franz. Übers. von Roger Foehrlé: L'abc de l'islam. Editions Ourania, Romanel-sur-Lausanne 2002, ISBN 2-940335-01-X.